# 福祉国家論

OECD各国の社会的支出（私的社会支出と公的社会支出）の対GDP比

福祉国家（ふくしこっか 英: welfare state）は、国家の機能を安全保障や治安維持などに限定（自由主義国家論）するのではなく、社会保障制度の整備を通じて国民の生活の安定を図ること。広義には財政政策や雇用政策を含める場合もある。
一般に国民の福祉増進を国家の目標とし、相当程度に福祉を実現している現代国家をいい、政治的には民主主義を、経済的には混合経済の体制を採る。
「福祉国家」の語は、1928年にスウェーデンの社会大臣グスタフ・メッレル（Gustav Möller）が選挙パンフレットで用いたほか、英語圏ではイギリスのウィリアム・テンプルが『市民と聖職者』（1941年）のなかで言及している。特に第二次世界大戦中にはイギリスが、連合国を「福祉国家」、枢軸国を「戦争国家」（英:Warfare State）と政治宣伝した。
福祉国家論（ふくしこっかろん）は、福祉国家の形成、発展、変容の要因に関する研究のこと。オイルショック以後の「福祉国家の危機」に対する各国の対応が一様でなかったことから、福祉国家の多様性が意識されるようになり、福祉国家論が発展する契機になった。特にイエスタ・エスピン＝アンデルセンが福祉国家に代わる新しい概念として福祉レジーム論を提起し、社会保障政策の特徴やグローバル化への対応の多様性を政治的イニシアティブや経済レジームとの連関で論じた。

## 歴史
イギリスの社会学者リチャード・ティトマスは、第二次世界大戦後の福祉国家研究において各国の制度的違いに注目し、福祉国家を、①残余的（救貧的）モデル、②産業的業績達成モデル、③制度的再配分モデルという三つに分類することを提唱した。①の残余的福祉国家とは、家族あるいは市場がうまく機能しなかったときにのみ、国家が福祉の責任を引き受けるというモデルである。②は経済成長を優先するモデルで、そのために社会福祉は存在するし、経済成長すれば社会福祉も充実するとする。③の制度的再分配福祉国家は社会の厚生にとって重要なすべての分配領域に福祉の責任を広げるモデルである。この分類では、①が最も市場的で、③が最も公的な介入が大きいことになり、アメリカなどが①、ドイツやフランスが②、北欧などが③にあたると考えてよい。。

### 福祉国家思想の萌芽
福祉国家思想そのものは18世紀のイギリスや、ドイツ絶対主義国家のなかで形成されたものであり、自由主義に立脚する論としてはジョン・スチュアート・ミルやトーマス・ヒル・グリーンらによって、絶対主義に立脚する論としてはクリスティアン・ヴォルフにより論じられた。ドイツにおいてはヴォルフが提唱するところの福祉助成の理念によって、啓蒙絶対君主（領主）により統治され高権的に施されるところの警察国家における「福祉国家」（Wohlfahrtsstaat）的側面を指す。イマヌエル・カントはこの絶対主義における福祉国家的側面について「福祉絶対主義」（Wohlfahrtsabsolutismus）と表現し、国家に依存するのではなく公共性に依存した福祉を提唱した。

### マーシャルの市民権論
20世紀の福祉国家思想では、トマス・ハンフリー・マーシャルの市民権論が有名である。彼は、近代社会では市民的基本権（人身の自由、言論の自由、思想・良心の自由、財産権）、政治的基本権（参政権）、社会的基本権（生存権、社会権）が段階的に成立していくと論じた。

### ベヴァリッジ報告書
1941年のベヴァリッジ報告書においては、以下を「5つの悪」とし、国家による社会保障制度（Social Security）を整備することでこれに対抗し、それが不可能な場合に備えて公的扶助を設けるとした。
1. 窮乏（want）
2. 疾病（disease）
3. 無知（ignorance）
4. 不潔（squalor）
5. 怠惰（idleness）

ベヴァリッジの目指すものは「完全な平等」ではなく、あくまでも最低限度（ナショナル・ミニマム）の保証であった（#自由主義的福祉レジーム）。

### 欧州社会憲章
欧州評議会は国家と国際関係安定を目的に創設されたが、世界人権宣言の求める法の支配と基本的人権のさらなる普及と人間の安全保障の観点から、欧州人権条約を補完する欧州社会憲章を1961年に採択した。2012年時点での加盟国は北欧、フランス、イタリア、トルコも含めた27ヵ国にとどまるが、選択議定書を含む障害者権利条約の欧州連合規模の批准などに影響を与えている。

## 福祉国家の展開

### 福祉国家の成立
欧米諸国では、16世紀以来の救貧法を脱して、20世紀の初頭ごろから、国民の権利としての所得保障や社会サービスが給付されるようになった。制度的な拡大としては、19世紀末に労災保険制度、1930年代から1940年代に老齢年金制度、さらに失業給付制度や家族手当、という具合に段階的に整備されている。また、対象者の範囲については、イギリスやスウェーデンなどではナショナル・ミニマムに基づく均一給付、大陸ヨーロッパ諸国では職域ごとの社会保険制度、アメリカでは黒人労働者の排除、というように多様な展開が見られた。

### 福祉国家の発展

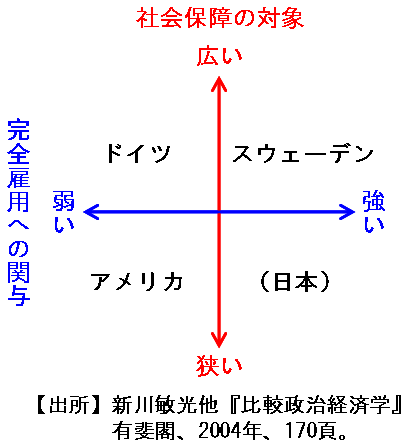
戦後の福祉国家の分岐

第二次世界大戦後の高度経済成長のなかで、先進各国は社会保障の充実を図った。そのなかで、福祉政策の対象範囲を困窮層に限定するか中間層まで広げるか、また、福祉政策を雇用政策に連関させるか否か、という分岐が見られた（右図）。
イギリスの福祉では第二次世界大戦直後に社会民主主義的な方向の政策が展開され、ベヴァリッジ報告書では社会保障制度の構想が提言された。総選挙で労働党が大勝したことでこの構想は実現されることになり、国民保健サービスや国民保険といった制度が整備され、ゆりかごから墓場までと呼ばれることとなった。
日本を例に挙げると、以下のような福祉政策の拡充が実施された。
- 児童手当制度の開始（1972年）
- 老人医療費の無料化（1973年）
- 健康保険の被扶養者の給付率を50%から70%に引き上げ（1973年）
- 厚生年金保険の給付額を2.5倍に引き上げて「五万円年金」（定年前給与の約60%）を実現すると同時に、物価スライド制を導入（1973年）
- 生活保護の扶助基準の引き上げ（1973年）
- 雇用保険四事業の開始（1975年）

### 福祉国家の危機
1973年と1979年のオイルショックを引き金に高度成長が終焉すると、それまでの福祉政策の拡充の原資となっていた税収が落ち込み、1981年に経済協力開発機構（OECD）が『福祉国家の危機』と題する報告書を公開するなど、その行き詰まりが喧伝されるようになった。また、グローバル化の進展による資本を海外への逃避から繋ぎ止めるため、先進各国は、社会保障を最小限に切り詰める「最底辺への競争」に追い立てられるとされた。また、脱工業化は、均質的なブルーカラー労働者を中心とした製造業から、多種多様なホワイトカラーを中心とするサービス産業へ産業構造が推移することによって、労働運動の弱体化を招き、福祉政策の後退に繋がるとされた。
1979年5月、イギリスではマーガレット・サッチャーが首相となり、ケインズ型福祉国家の抜本的改革に着手した（サッチャリズム）。アメリカでは1980年に大統領となったロナルド・レーガンは、「ケインズ主義福祉国家」の解体に着手した（レーガノミクス）。「小さな政府」をスローガンに、規制緩和の徹底、減税、予算削減、労働組合への攻撃など、新自由主義的な政策を大規模に行っていった。日本では小泉純一郎政権が、米英に20年遅れる形で「ケインズ型福祉企業モデル」の打破に取り組んだ。
日本を例に挙げると、以下のような福祉政策の見直しが実施された。
- 老人保健法の制定による老人医療費無料化の廃止（1982年）
- 健康保険法の改正によって被保険者本人の医療費に10%の自己負担を導入（1984年）
- 基礎年金制度の導入によって国庫負担を基礎年金部分に限定（1986年）
- 老齢厚生年金の支給開始年齢を60歳から65歳に繰り下げ（1994年）

## 初期の福祉国家論
初期の福祉国家論では、福祉国家の発展を単線的に規定する独立変数が研究対象となった。フリードリヒ・ハイエクは、福祉国家の拡大が世代間格差を拡大させることを指摘している。

### 産業主義理論
ハロルド・ウィレンスキーは、64ヵ国の社会保障支出の対国民総生産比の差異を説明する独立変数としては経済水準が最も重要であり、また人口の高齢化も非常に重要である一方、イデオロギーや政治体制の差異は説明変数として有意ではない、と指摘している。このため、ウィレンスキーは、経済成長にともなって福祉国家が発展するという収斂論の代表的論者と見做された。ただし、ウィレンスキーは、分析対象をOECDの加盟国に限定した場合は、政治的変数が有効になることも指摘している。

### 権力資源動員論
ウォルター・コルピらは、福祉国家の規模は各階級の政治的影響力のバランスによって規定されるものと考えた。すなわち、労働者階級が左派政党を通じて自己の政治的リソースを活用し、経営者に対抗しうる政治システムを構築する（「権力資源の投資」）ことに成功するか否かが、福祉国家を規模を左右する。さらに、福祉国家そのものが、労働者の相互の対立を緩和し連帯を促すという点で、労働者階級の権力資源となると主張した。

## 福祉レジーム論
こうしたなかで1990年にデンマークの社会学者エスピン＝アンデルセンが提起した福祉レジーム論は、福祉国家研究の画期的な業績となった。
彼は、先進各国を脱商品化と階層化という指標を用いてクラスター化した。すなわち、脱商品化とは、疾病や加齢などの理由で労働市場を離脱した人が生活を維持できるか否かの指標であり、給付の水準と受給資格によって計測される。また、階層化とは、各人の階層や職種に応じた給付が行われた結果、格差が固定化されているか否かの指標。たとえば職域別の保険制度では階層化の度合いが高い。
以上2つの指標で西側先進諸国を分析した結果、自由主義的福祉国家（アメリカ・イギリスなどアングロサクソン諸国）、保守主義的福祉国家（大陸ヨーロッパ）、社会民主主義的福祉国家（北欧）の3類型を析出し、福祉国家の発展は1つではないと論じた。当初日本は前記3つのいずれの要素も含む混合型とされ、その後大陸ヨーロッパ型に近いとされた。
また、福祉国家を形成する政治的イニシアティブについて、1つの階級ではなく、階級間の連合を重視した。たとえば、スウェーデンでは社会民主労働党が中央党との連合形成に成功し、さらに赤緑連合解消後は普遍主義的な社会保障政策でホワイトカラー層からの支持を調達した。その一方で、オーストリアでは、労働運動が一定の勢力を保持していたものの、左派政党が農民政党との連携に失敗して孤立した。さらに、経済レジーム（特に雇用）と福祉レジームとの関係に注目し、グローバル化への適応については一般的に自由主義と社会民主主義が優れているとした。その後の研究により次のように分類されなおした。

### 各レジームの比較
| 福祉レジーム             | 社会民主主義                 | 自由主義               | 保守主義                             |
| モデル国家               | スウェーデン、デンマーク     | アメリカ、イギリス     | ドイツ、イタリア                     |
| モデル国家群             | 北ヨーロッパ諸国             | アングロ・サクソン諸国 | 大陸ヨーロッパ諸国                   |
| 脱商品化                 | 高位                         | 低位                   | 高位                                 |
| 階層化                   | 低位                         | 高位                   | 高位                                 |
| 脱家族化                 | 高位                         | 中位                   | 低位                                 |
| 主たる政策目標           | 所得平等および雇用拡大       | 租税軽減および雇用拡大 | 所得平等および租税軽減               |
| 犠牲となる政策目標       | 租税軽減                     | 所得平等               | 雇用拡大                             |
| 主たる福祉供給源         | 政府                         | 市場                   | 家族                                 |
| 典型的な福祉政策         | サービス給付                 | 減税                   | 所得移転                             |
| 所得移転の形態           | 制度的                       | 残余的                 | 補完的                               |
| 社会的統合の触媒         | 労働組合                     | なし（市場）           | 宗教団体                             |
| 優位政党                 | 社民党                       | リベラル政党           | キリスト教民主主義政党               |
| 支配的なイデオロギー     | ネオ・コーポラティズム       | ネオ・リベラリズム     | コーポラティズム 社会的市場経済      |
| 企業競争                 | （完全雇用のため）大企業優先 | 大企業と自営業は対等   | （世襲維持のため）自営業優先         |
| 労働市場の規制           | 同一労働同一賃金             | 原則としてなし         | 大企業や公務員を優遇、早期退職の勧奨 |
| 賃金の硬直性             | 上方硬直性および下方硬直性   | なし                   | 下方硬直性                           |
| 雇用のフレキシヴィリティ | 高位                         | 最高位                 | 低位                                 |
| 典型的な景気対策         | 福祉部門の公務員の増員       | 政策金利の引き下げ     | 公共事業                             |
| 公務員のイメージ         | 女の仕事、パートタイム       | 悪、低賃金             | お上意識、優遇                       |
| 労働参加率               | 最高位                       | 高位                   | 低位                                 |

|                  | 脱商品化スコア （1980年） | 階層化属性の累積集計スコア （1980年） | 階層化属性の累積集計スコア （1980年） | 階層化属性の累積集計スコア （1980年） |
| 保守主義         | 脱商品化スコア （1980年） | 自由主義                              | 社会主義                              |                                       |
| ---------------- | ------------------------- | ------------------------------------- | ------------------------------------- | ------------------------------------- |
| オーストラリア   | 13.0                      | 0                                     | 10                                    | 4                                     |
| アメリカ合衆国   | 13.8                      | 0                                     | 12                                    | 0                                     |
| ニュージーランド | 17.1                      | 2                                     | 2                                     | 4                                     |
| カナダ           | 22.0                      | 2                                     | 12                                    | 4                                     |
| アイルランド     | 23.3                      | 4                                     | 2                                     | 2                                     |
| イギリス         | 24.1                      | 0                                     | 6                                     | 4                                     |
| イタリア         | 24.1                      | 8                                     | 6                                     | 0                                     |
| 日本             | 27.1                      | 4                                     | 10                                    | 2                                     |
| フランス         | 27.5                      | 8                                     | 8                                     | 2                                     |
| ドイツ           | 27.7                      | 8                                     | 6                                     | 4                                     |
| フィンランド     | 29.2                      | 6                                     | 4                                     | 6                                     |
| スイス           | 29.8                      | 0                                     | 12                                    | 4                                     |
| オーストリア     | 31.1                      | 8                                     | 4                                     | 2                                     |
| ベルギー         | 32.4                      | 8                                     | 4                                     | 4                                     |
| オランダ         | 32.4                      | 4                                     | 8                                     | 6                                     |
| デンマーク       | 38.1                      | 2                                     | 6                                     | 8                                     |
| ノルウェー       | 38.3                      | 4                                     | 0                                     | 8                                     |
| スウェーデン     | 39.1                      | 0                                     | 0                                     | 8                                     |

### 社会民主主義的福祉レジーム
北欧モデル（ノルディックモデル）とも呼ばれる。スウェーデン、ノルウェー、デンマークなどがある。政府による所得比例（業績評価モデル）と所得移転（制度的モデル）の組み合わせが特徴。社会保障給付は政府による普遍主義的なもので、労働政策と併せて労働者の保護が最大限である。経済政策では政労使の協調（コーポラティズム）に基づいて実施され、場合によっては同一労働同一賃金により弱い企業の淘汰を進める（レーン＝メイドナー・モデル）。それと同時に職業訓練や紹介などの積極的労働市場政策を通じて労働力の需給ギャップの解消に努め、社会保障支出をコントロールする。従って雇用の流動性は高い。
これらのことから企業の競争力が高くなり、グローバリズムへの適応力が高いと言われる。しかし、その過程において競争力を持つ大企業のみが生き残りやすいために、しばしば税収などで特定企業に依存することになり、業績悪化がダイレクトに国家予算に影響を及ぼすことがある。

### 自由主義的福祉レジーム
アングロサクソン・モデルとも呼ばれる。アメリカ、イギリス、カナダ、スイス、オーストラリア、日本（＊注）などがある。市場による所得比例（業績評価モデル）と政府による最低保障（残余的モデル）の組み合わせが特徴。
ベヴァリッジ報告書では以下を「5つの悪」とし、国家による社会保険制度を整備することでこれに対抗し、それが不可能な場合に備えて公的扶助を設けるとした。
1. 窮乏（want）
2. 疾病（disease）
3. 無知（ignorance）
4. 不潔（squalor）
5. 怠惰（idleness）

政府による社会保障給付は底辺層に対する社会的スティグマをともなった選別主義的なもの、もしくは中流階級のニーズに応えられない低水準なものである。よって、社会保障は主に個人が民間保険などから調達し、政府は福祉ビジネスの環境を整えることが役目となっている。また、労働政策は労働者の社会保障が最低限である。従って雇用の流動性は高い。そのため所得格差が拡大するが、グローバリズムへの適応力が高いといわれる。

### 保守主義的福祉レジーム
大陸ヨーロッパ・モデル（コンチネンタルモデル）とも呼ばれる。ドイツ、フランス、ベルギーなどである。職域組合や企業福祉などによる所得比例（業績評価モデル）と政府による最低保障（残余的モデル）の組み合わせが特徴。社会保障は補完性原理を基調とし、家族を中心とする血縁、コーポラティズム、国家主義を強要する。労働者の保護は労働組合の恩恵が及ぶ限りにおいて高度である。そのためインサイダー（端的には正社員の男性）とアウトサイダーの社会的分断（デュアリズム）が生じ、概して失業率が高い。また、職業と福利厚生が一体化していることとあいまって、雇用の流動性を阻害するといわれる。このレジームに固執する限り、グローバリズムの前には袋小路になり経済パフォーマンスが低下するとされる。

#### 家族主義的福祉レジーム
南欧＝東アジアモデルとも言われる。イタリアが代表的。ほかにスペイン、ポルトガル、ギリシャ、日本（＊注）、大韓民国、台湾である。福祉施策は貧弱で福祉ビジネスも未発達なため、高齢者、失業、子育てなどについて家族が責任を持つべきとする家族主義が特徴。家族に過度な負担をかけるため少子化の弊害が深刻化するとの意見がある。

## 福祉国家再編の政治

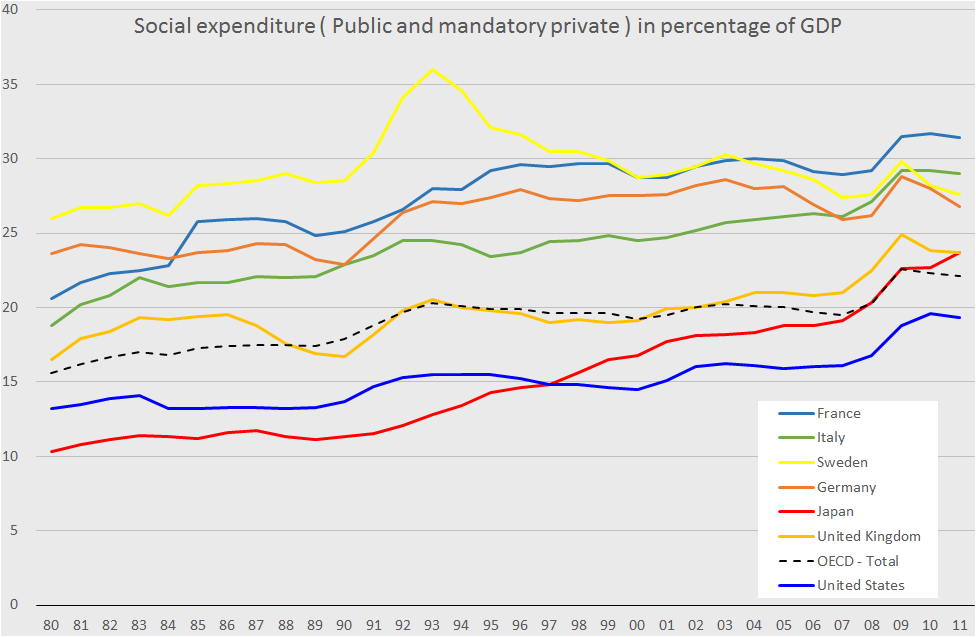
社会支出の対GDP比の推移

### 制度的持続
福祉レジーム論は、福祉国家の発展における労働組合や社会民主主義政党（あるいは社民政党と競合するカトリック政党）の主導性を重視している。しかし、ポール・ピアソンは、マーガレット・サッチャー政権下のイギリスで労組の弱体化が進展し、アメリカではもともと労組が脆弱であるにもかかわらず、その両国ですら1980年代では新自由主義が主張するほどには社会保障の削減に成功しなかったことを指摘している。これは、社会保障制度が1度確立すると利益集団のネットワークが構築されて社会保障の削減に対する抵抗が生じ、また、受給者の反発を恐れる政治家も福祉政策の縮減を忌避するためである。よって、福祉国家の形成では経済レジームや政治的党派性などのマクロ要因が重要（福祉レジーム論）であったが、福祉国家の縮減では非難回避の戦略の成否が重要になる、とピアソンは論じている。具体的には、
- 非難の大きい争点を外すように課題設定する。
- 損失を伴う政策に対して積極的な意味づけを与える。
- 損失を伴う政策に対して代償政策を実施する。
- 政策決定者の可視性を低下させる（政策決定を官僚、諮問機関、地方自治体に委ねる、など）。
- 政策効果の可視性を低下させる（施行の先送りや段階的施行、など）
- 利害の異なる集団間の対立を煽ることで非難の矛先が向かないようにする。
- 超党派で合意を形成して政策を実行する。

などが挙げられる。

### 新しい福祉圧力
グローバル化は、各国で「最底辺への競争」を惹起するという点で、福祉政策の縮減を促すと一般的に論じられている。しかし、ジェフリー・ギャレットは、グローバル化によって社会の流動性が増し、新しいリスクが生じる結果、福祉政策を通じて富とリスクを再分配することが政府に期待されるようになると反論した。
また、脱工業化については、組織労働の解体を促すことによって、福祉政策の縮減のハードルが下がると一般的に論じられている。しかし、トービン・アイヴァーセンは、製造業で見られた職域的な福祉の解体によって、より包括的な社会保障の構築が政府に期待されるようになる可能性に言及している。

### 日本の福祉国家像
日本の福祉レジームについて、厚生労働白書では「エスピン＝アンデルセンは、日本の現状の福祉システムは、保守主義を中心としながらも自由主義的なシステムを混合して構成されている」と述べられている(福祉の供給主体)。
日本の経済政策をめぐる議論の中で、福祉国家像が明示的に議論に上ることは少ない。
社会学者の盛山和夫が、「経済成長は不可能なのか」を問い、社会保障を投資と見ることを提唱している。

## 福祉支出
経済力と福祉支出については、殆ど相関関係はない。
| 国               | 福祉支出 (% of GDP) 教育を除く | 福祉支出 (% of GDP) 教育を含む | 一人あたりGDP (PPP US$) |
| ---------------- | ------------------------------ | ------------------------------ | ----------------------- |
| デンマーク       | 29.2                           | 37.9                           | $29,000                 |
| スウェーデン     | 28.9                           | 38.2                           | $24,180                 |
| フランス         | 28.5                           | 34.9                           | $23,990                 |
| ドイツ           | 27.4                           | 33.2                           | $25,350                 |
| ベルギー         | 27.2                           | 32.7                           | $25,520                 |
| スイス           | 26.4                           | 31.6                           | $28,100                 |
| オーストリア     | 26.0                           | 32.4                           | $26,730                 |
| フィンランド     | 24.8                           | 32.3                           | $24,430                 |
| オランダ         | 24.3                           | 27.3                           | $27,190                 |
| イタリア         | 24.4                           | 28.6                           | $24,670                 |
| ギリシャ         | 24.3                           | 28.4                           | $17,440                 |
| ノルウェー       | 23.9                           | 33.2                           | $29,620                 |
| ポーランド       | 23.0                           | N/A                            | $9,450                  |
| イギリス         | 21.8                           | 25.9                           | $24,160                 |
| ポルトガル       | 21.1                           | 25.5                           | $18,150                 |
| ルクセンブルク   | 20.8                           | N/A                            | $53,780                 |
| チェコ           | 20.1                           | N/A                            | $14,720                 |
| ハンガリー       | 20.1                           | N/A                            | $12,340                 |
| アイスランド     | 19.8                           | 23.2                           | $29,990                 |
| スペイン         | 19.6                           | 25.3                           | $20,150                 |
| ニュージーランド | 18.5                           | 25.8                           | $19,160                 |
| オーストラリア   | 18.0                           | 22.5                           | $25,370                 |
| スロバキア       | 17.9                           | N/A                            | $11,960                 |
| カナダ           | 17.8                           | 23.1                           | $27,130                 |
| 日本             | 16.9                           | 18.6                           | $25,130                 |
| アメリカ         | 14.8                           | 19.4                           | $36,000                 |
| アイルランド     | 13.8                           | 18.5                           | $32,410                 |
| メキシコ         | 11.8                           | N/A                            | $8,430                  |
| 韓国             | 6.1                            | 11.0                           | $15,090                 |

## 貧困に対する影響
多数の国々では、課税方式の変革と富の再分配によって貧困を減少させられるとの経験的エビデンスがあり、それらの福祉国家ではみな国内総生産（GDP）の50%以上を福祉に投じている。多数の福祉国家では、福祉プログラムを適用する前後で大幅に貧困率（相対的貧困率）が改善されている。
| 国家           | 絶対的貧困線 (1960–1991) (米国の平均世帯収入額の40%で線引き) | 絶対的貧困線 (1960–1991) (米国の平均世帯収入額の40%で線引き) | 相対的貧困線 (1970–1997) | 相対的貧困線 (1970–1997) |
| -------------- | ------------------------------------------------------------ | ------------------------------------------------------------ | ------------------------ | ------------------------ |
|                | 福祉適用前                                                   | 福祉適用後                                                   | 福祉適用前               | 福祉適用後               |
| スウェーデン   | 23.7                                                         | 5.8                                                          | 14.8                     | 4.8                      |
| ノルウェー     | 9.2                                                          | 1.7                                                          | 12.4                     | 4.0                      |
| オランダ       | 22.1                                                         | 7.3                                                          | 18.5                     | 11.5                     |
| フィンランド   | 11.9                                                         | 3.7                                                          | 12.4                     | 3.1                      |
| デンマーク     | 26.4                                                         | 5.9                                                          | 17.4                     | 4.8                      |
| ドイツ         | 15.2                                                         | 4.3                                                          | 9.7                      | 5.1                      |
| スイス         | 12.5                                                         | 3.8                                                          | 10.9                     | 9.1                      |
| カナダ         | 22.5                                                         | 6.5                                                          | 17.1                     | 11.9                     |
| フランス       | 36.1                                                         | 9.8                                                          | 21.8                     | 6.1                      |
| ベルギー       | 26.8                                                         | 6.0                                                          | 19.5                     | 4.1                      |
| オーストラリア | 23.3                                                         | 11.9                                                         | 16.2                     | 9.2                      |
| イギリス       | 16.8                                                         | 8.7                                                          | 16.4                     | 8.2                      |
| アメリカ       | 21.0                                                         | 11.7                                                         | 17.2                     | 15.1                     |
| イタリア       | 30.7                                                         | 14.3                                                         | 19.7                     | 9.1                      |

## 数値例
| 国名           | 政府の大きさ | 財政収支 | 格差（ジニ係数） | 貧困率（相対的貧困率） | 経済成長率 |
| アメリカ合衆国 | 14.7%        | △2.8%    | 0.367            | 14.8%                  | 3.0%       |
| ドイツ         | 27.4%        | △2.7%    | 0.277            | 9.8%                   | 1.2%       |
| スウェーデン   | 29.8%        | 1.4%     | 0.243            | 5.3%                   | 2.6%       |
| 日本           | 16.9%        | △6.7%    | 0.314            | 15.3%                  | 1.4%       |

（注）政府の大きさ:2001年の社会的支出のGDPに占める割合 格差:2001年 貧困率:2000年 財政収支・経済成長率:2001年（出所）OECDの資料による。